# Oenothera acaulis
Oenothera acaulis är en dunörtsväxtart som beskrevs av Antonio José Cavanilles. Oenothera acaulis ingår i släktet nattljussläktet, och familjen dunörtsväxter. Inga underarter finns listade i Catalogue of Life.

## Bildgalleri

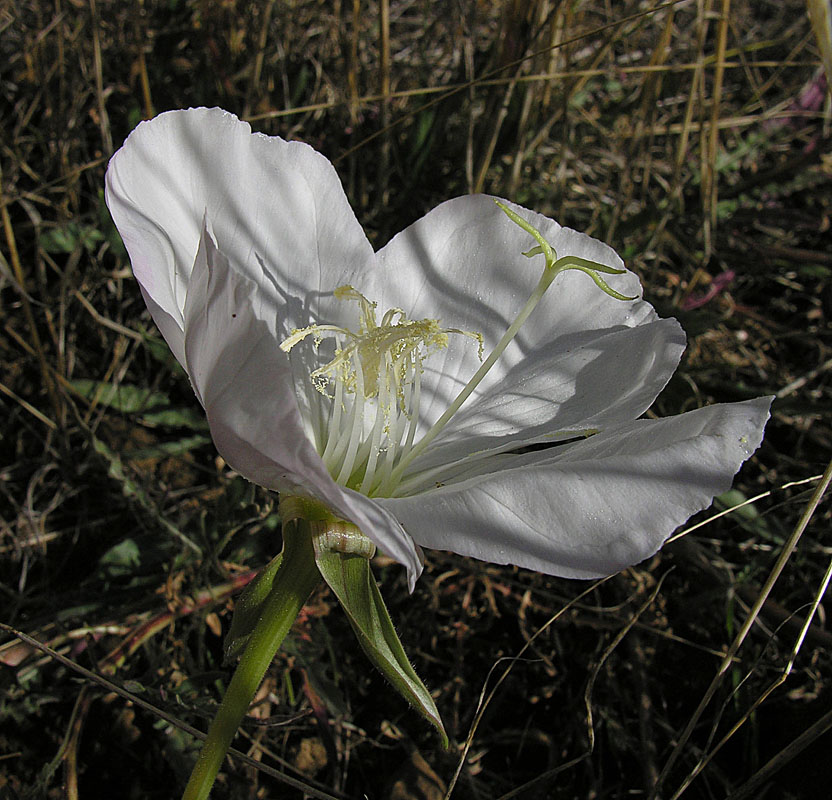
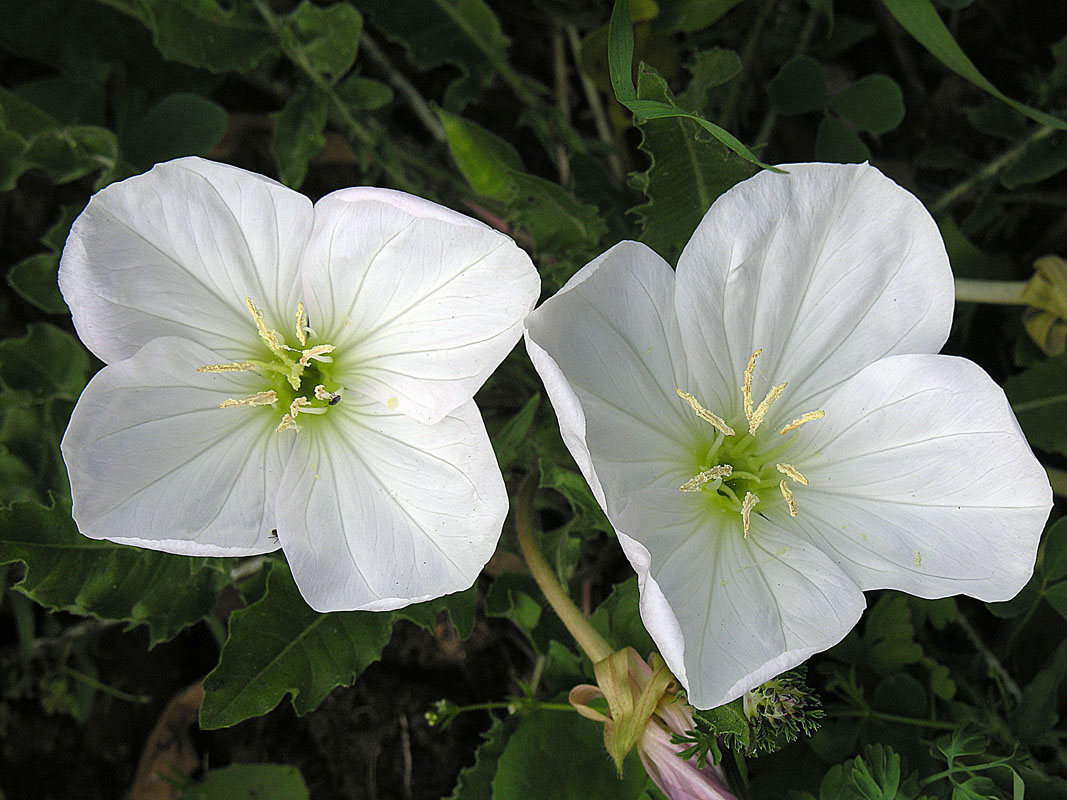